# 2018 FIFAワールドカップ・大陸間プレーオフ
このページは、2018 FIFAワールドカップ・予選の大陸間プレーオフの結果をまとめたものである。2017年11月6日から11月14日の間に実施された。

## 形式
4つの大陸連盟(AFC、CONCACAF、CONMEBOL、OFC)から各1チーム、計4チームが参加。対戦カードは、2015年7月25日18時00分(モスクワ時間・UTC+3)にロシア・サンクトペテルブルク・ストレルナにあるコンスタンチン宮殿で行われた組み合わせ抽選会で決定した。
対戦国同士がホーム・アンド・アウェーで対戦する。2試合の総得点の多いチームが本大会への出場権が与えられる。

## 通過チーム
| 組合せ         | 連盟                      | 順位                                 | チーム           |
| -------------- | ------------------------- | ------------------------------------ | ---------------- |
| CONCACAF v AFC | CONCACAF (北中米カリブ海) | 5次予選4位                           | ホンジュラス     |
| CONCACAF v AFC | AFC (アジア)              | 4次予選 (アジア地区プレーオフ)の勝者 | オーストラリア   |
| OFC v CONMEBOL | OFC (オセアニア)          | 3次予選1位・代表決定戦勝者           | ニュージーランド |
| OFC v CONMEBOL | CONMEBOL (南米)           | 予選リーグ5位                        | ペルー           |

## 試合結果

### CONCACAF v AFC
| チーム #1    | 合計  | チーム #2      | 第1戦 | 第2戦 |
| ------------ | ----- | -------------- | ----- | ----- |
| ホンジュラス | 1 - 3 | オーストラリア | 0 - 0 | 1 - 3 |

| 2017年11月10日 16:00 UTC-6 |

| ホンジュラス | 0 - 0                               | オーストラリア |
|              | レポート (FIFA) レポート (CONCACAF) |                |

| エスタディオ・オリンピコ・メトロポリターノ, サン・ペドロ・スーラ 観客数: 38,000人 主審: ダニエレ・オルサート (イタリア) |

| 2017年11月15日 20:00 UTC+11 |

| オーストラリア                                    | 3 - 1                               | ホンジュラス              |
| ミル・ジェディナク 54分, 72分 (pen.), 85分 (pen.) | レポート (FIFA) レポート (CONCACAF) | アルベルト・エリス 90+4分 |

| スタジアム・オーストラリア, シドニー 観客数: 77,060人 主審: ネストル・ピタナ (アルゼンチン) |

二試合合計スコア 1 - 3でオーストラリアがワールドカップ出場権を獲得

### OFC v CONMEBOL
| チーム #1        | 合計  | チーム #2 | 第1戦 | 第2戦 |
| ---------------- | ----- | --------- | ----- | ----- |
| ニュージーランド | 0 - 2 | ペルー    | 0 - 0 | 0 - 2 |

| 2017年11月11日 16:15 UTC+13 |

| ニュージーランド | 0 - 0                               | ペルー |
|                  | レポート (FIFA) レポート (CONMEBOL) |        |

| ウエストパック・スタジアム, ウェリントン 観客数: 37,034人 主審: マーク・ガイガー (アメリカ合衆国) |

| 2017年11月15日 21:15 UTC-5 |

| ペルー                                                          | 2 - 0                               | ニュージーランド |
| ジェフェルソン・ファルファン 27分 · クリスティアン・ラモス 65分 | レポート (FIFA) レポート (CONMEBOL) |                  |

| エスタディオ・ナシオナル (リマ), リマ 観客数: 39,125人 主審: クレマン・トゥルパン (フランス) |

二試合合計スコア 0 - 2でペルーがワールドカップ出場権を獲得